# Афінуліді Сергій Ілліч
Сергі́й Іллі́ч Афінулі́ді — учасник Афганської війни 1979–1989 років.

## Короткий життєпис
Виріс в Краснодарському краї, Туапсинський район, закінчив морське училище, працював у Кронштадті на судноремонтному заводі. 1982 року призваний спецнабором до армії, направлений служити у розвідроті в Афганістані.
У зарубіжній пресі 1980-х писалося про загибель солдата Сергія Афінуліді. Проте він, важкопоранений, переплив арик та вижив під кулями душманів. В бою під Кандагаром 27 жовтня 1982-го у нього вистрілили з гранатомета кумулятивним зарядом, призначеним для знищення броньованої техніки. Залишившись без лівої ноги, праву перебило в колінному суглобі, відстрілювався до останнього патрона, потім, зірвавши з себе палаючий бушлат, перекотився у арик і поплив. Побратими зробили переливання крові на полі бою — з вени у вену.
Витримав більше 20-ти операцій, тисячі болісних перев'язок — від температури вибуху його рани поплавилися, загальний наркоз застосовувати не можна було. Мама, Ніна Андріївна, 5 місяців провела біля ліжка сина.
1989 року закінчив юридичний факультет Київського університету ім. Т. Г. Шевченка.
Проживає в місті Київ. 1994 року прийнятий до Ради адвокатів міста Києва. Заступник голови Київської міської спілки ветеранів Афганістану по юридичним питанням, голова Подільської спілки.
2014 року кандидував до ВР України від Національної Демократичної партії України.

## Нагороди
- орден Червоної Зірки
- орден «За заслуги» III ступеня (6.2.2009)
- орден «За заслуги» II ступеня (13.2.2015).